# Olivia DeJonge

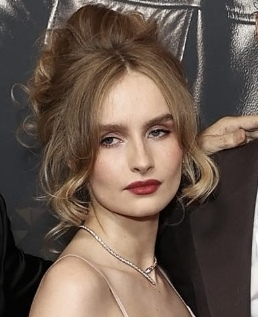
Olivia DeJonge, 2022

Olivia DeJonge (* 30. April 1998 in Melbourne) ist eine australische Schauspielerin.

## Leben
Olivia DeJonge wurde 1998 als älteste Tochter von Robyn und Rob DeJonge geboren. 2003 zog ihre Familie nach Perth in Westaustralien, wo sie eine presbyterianische Mädchenschule in Peppermint Grove besuchte.
Im Alter von acht Jahren lieh sie zum ersten Mal einer Werbung im Radio ihre Stimme, seitdem hat DeJonge Texte für mehr als 40 Radiowerbungen aufgenommen. Ihre erste Filmrolle hatte sie 2011 in dem Kurzfilm Good Pretender, für den sie eine ACTA-Award-Nominierung als beste Jungdarstellerin bekam und einen West Australian Screen Award gewann. Es folgten zwei weitere Rollen in den Kurzfilmen Polarised (2012) und Eleven Thirts (2012).
2014 war sie in dem Mystery-Thriller The Sisterhood of Night zu sehen und ein Jahr später übernahm sie eine der Hauptrollen in der Fernsehserie Hiding. Darüber hinaus wirkte sie in M. Night Shyamalans Horrorfilm The Visit (2015) mit.

## Filmografie (Auswahl)
- 2011: Good Pretender (Kurzfilm)
- 2012: Polarised (Kurzfilm)
- 2012: Eleven Thirts (Kurzfilm)
- 2014: The Sisterhood of Night
- 2015: Hiding (Fernsehserie, 8 Episoden)
- 2015: The Visit
- 2016: Scare Campaign
- 2016: Better Watch Out
- 2017: Will (Fernsehserie, 10 Episoden)
- 2018: Undertow
- 2019: Stray Dolls
- 2019: Josie & Jack
- 2019: The Society (Fernsehserie, 10 Episoden)
- 2022: The Staircase (Miniserie, 6 Folgen)
- 2022: Elvis
- 2025: The Narrow Road to the Deep North (Miniserie, 2 Folgen)